# دهستان چالانچولان
چالانچولان، دهستانی است از توابع بخش سیلاخور شهرستان دورود در استان لرستان ایران. 

## مردم
اکثریت طوایف: ۱_ یاراحمدی ۲_ حاجیوند بختیاری_۳پاپی۴جودکی۵ساکی۶سکوند،مردمان دهستان چالانچولان به زبان لری بختیاری و لری خرم آبادی و لر بالاگریوه ایسخن می گویند.

## جمعیت
براساس سرشماری سال ۱۳۸۵ جمعیت آن ۸٬۲۸۸ نفر (۲٬۰۵۵ خانوار) بوده‌است.